# Ricki Osterthun
Ricki Osterthun (n, 2 de mayo de 1964) es un jugador alemán de tenis. En su carrera conquistó 1 torneo ATP de individuales y 3 torneos ATP de dobles. Su mejor posición en el ranking de individuales fue el Nº58 en octubre de 1987. En 1987 llegó a la cuarta ronda de Roland Garros.